# L'Évolution communale
 (mars 2019).
Si vous disposez d'ouvrages ou d'articles de référence ou si vous connaissez des sites web de qualité traitant du thème abordé ici, merci de compléter l'article en donnant les références utiles à sa vérifiabilité et en les liant à la section « Notes et références ».
L'Évolution communale est un mouvement politique monégasque qui présente une liste à chaque élection municipale depuis 1991.

## Historique
La liste L'Évolution communale se présente pour la première fois aux élections de 1991 et remporte l'élection face à la liste sortante Action municipale et Anne-Marie Campora devient maire de Monaco.

### Maires membres des listes
- 1991 - 2003 : Anne-Marie Campora[1]
- depuis 2003 : Georges Marsan[2]

## Résultats électoraux
| Année | %        | %                  | Sièges  |
| Année | 1er tour | 2nd tour           | Sièges  |
| ----- | -------- | ------------------ | ------- |
| 1991  | 45,0     | 56,1               | 8 / 15  |
| 1995  | 72,4     | Pas de second tour | 15 / 15 |
| 1999  | 100      | Pas de second tour | 15 / 15 |
| 2003  | 100      | Pas de second tour | 15 / 15 |
| 2007  | 99,1     | Pas de second tour | 15 / 15 |
| 2011  | 86,1     | Pas de second tour | 15 / 15 |
| 2015  | 73,9     | Pas de second tour | 15 / 15 |
| 2019  | 100      | Pas de second tour | 15 / 15 |